# Le Dernier Caravansérail
Pour plus de détails, voir Fiche technique et Distribution.
Le Dernier Caravansérail est un film français en deux parties réalisé par Ariane Mnouchkine et sorti en 2006.
C'est une adaptation du spectacle de théâtre créé en 2003 par le Théâtre du Soleil, qui décrit les drames vécus par les réfugiés.

## Synopsis
Le caravansérail est un lieu où se retrouvaient jadis les nomades d'Orient, où se croisent des histoires de migrants, réfugiés et clandestins en tous genres.

## Fiche technique
- Sous-Titre : Odyssées
- Réalisation : Ariane Mnouchkine
- Production :  Bel Air Media, Arte France Cinéma, Centre National de la Cinématographie (CNC)
- Photographie : Eric Darmon, Bernard Zitzermann
- Musique : Jean-Jacques Lemêtre
- Montage : Catherine Vilpoux
- Durée : 268 minutes (en deux parties)
- Dates de sortie: 
  - 22 novembre 2006

## Distribution
- Shaghayegh Beheshti
- Serge NicolaÏ
- Duccio Bellugi-Vannuccini
- Sébastien Brottet-Michel
- Virginie Colemyn
- Olivia Corsini
- Delphine Cottu
- Eve Doe-Bruce
- Maurice Durozier

## Distinctions
- Jean-Jacques Lemêtre a obtenu le Molière du créateur de musique de scène pour la musique de la pièce.
- Serge Nicolaï, Duccio Bellugi Vanuncini et Guy-Claude François ont obtenu le Molière du meilleur décor.

## Critique
Pour Le Monde, c'est une « morne succession de tableaux inanimés qui relèvent plutôt du recueil d'images édifiantes, d'une colossale naïveté. »
Ce spectacle est parti de l’intérêt humain, on pourrait presque dire « militant » d’Ariane pour le centre de réfugiés de Sangatte.
Son spectacle n'est ni une fiction, ni une juxtaposition du théâtre et de la réalité, mais une théâtralisation du réel.